# Gaziantep Büyükşehir Belediyesi Spor Kulübü
Il Gaziantep Büyükşehir Belediyesi Spor Kulübü è una società cestistica avente sede a Gaziantep, in Turchia. Fondata nel 2007, gioca nel campionato turco.
Disputa le partite interne nella Kamil Ocak Sport Hall, che ha una capacità di 2.500 spettatori.

## Roster 2021-2022
Aggiornato al 28 luglio 2021.
|    | Naz.                                        | Ruolo | Sportivo          | Anno | Alt. | Peso |  |
| -- | ------------------------------------------- | ----- | ----------------- | ---- | ---- | ---- |  |
| 4  | Turchia (bandiera)                          | PG    | İsmail Cem Ulusoy | 1996 | 183  | 75   |  |
| 6  | Turchia (bandiera)                          | A     | Koray Çekici      | 2002 | 200  |      |  |
| 7  | Azerbaigian (bandiera) · Turchia (bandiera) | AG    | Orhan Hacıyeva    | 1989 | 203  | 105  |  |
| 10 | Turchia (bandiera)                          | A     | Arda Korkmaz      | 2000 | 198  |      |  |
| 27 | Turchia (bandiera)                          | G     | Furkan Özkan      | 2001 | 190  |      |  |
| 35 | Turchia (bandiera)                          | C     | Atahan Demirtaş   | 2000 | 214  |      |  |
|    | Stati Uniti (bandiera)                      | G     | Milton Doyle      | 1993 | 193  | 82   |  |
|    | Stati Uniti (bandiera)                      | GA    | Jarmar Gulley     | 1991 | 196  | 99   |  |
|    | Francia (bandiera) · Guinea (bandiera)      | AC    | Alpha Kaba        | 1996 | 208  | 103  |  |
|    | Stati Uniti (bandiera)                      | AG    | Ryan Luther       | 1995 | 206  | 102  |  |
|    | Stati Uniti (bandiera)                      | P     | Q.J. Peterson     | 1994 | 183  | 84   |  |

### Staff tecnico
| Allenatore: | Tutku Açık               |
| Assistenti: | Savaş Kaynak, Okan Kılıç |